# Logan Wilson
Logan Wilson (geboren am 8. Juli 1996 in Casper, Wyoming) ist ein US-amerikanischer American-Football-Spieler auf der Position des Linebackers. Er spielte College Football für die University of Wyoming und steht seit 2020 bei den Cincinnati Bengals in der National Football League (NFL) unter Vertrag.

## College
Wilson besuchte die Natrona County High School in seiner Heimatstadt Casper, Wyoming, und spielte dort Football als Wide Receiver, Safety und Punter, in seiner Jugend spielte er auch Fußball. Ab 2015 ging er auf die University of Wyoming, um College Football für die Wyoming Cowboys zu spielen. Nach einem Redshirtjahr war er ab 2016 als Linebacker Stammspieler in der Defense der Cowboys und wurde als Freshman of the Year in der Mountain West Conference ausgezeichnet. In seinem vierten und letzten Jahr für Wyoming erzielte Wilson 105 Tackles und vier Interceptions, er wurde in das All-Star-Team der Mountain West Conference gewählt. Er bestritt in seiner College-Karriere 52 Spiele als Starter, dabei fing er zehn Interceptions und erzielte vier Touchdowns.

## NFL
Wilson wurde im NFL Draft 2020 in der dritten Runde an 65. Stelle von den Cincinnati Bengals ausgewählt. In seiner Rookiesaison erzielte er als Ergänzungsspieler in 12 Partien 33 Tackles, zwei Interceptions und einen Sack. Zwei Partien bestritt Wilson als Starter. In seiner zweiten NFL-Saison rückte Wilson nach dem Abgang von Josh Bynes in die Stammformation der Bengals auf und übernahm als Middle Linebacker die Weitergabe der Spielzüge an die Defense.
In 13 Partien als Starter konnte Wilson 100 Tackles setzen und vier Interceptions fangen. Drei Spiele verpasste er verletzungsbedingt, zudem setzte er das letzte Spiel der Regular Season aus, da die Bengals bereits sicher für die Play-offs qualifiziert waren. In der Divisional Round der Play-offs konnte Wilson gegen die Tennessee Titans 20 Sekunden von Ende der Partie beim Stand von 16:16 einen Pass von Ryan Tannehill abfangen, der zuvor von Eli Apple abgefälscht worden war. Nach Wilsons Interception konnten die Bengals die Partie durch ein Field Goal aus 52 Yards von Evan McPherson mit 19:16 gewinnen und damit erstmals seit der Saison 1988 in das AFC Championship Game einziehen. Wilson erreichte mit den Bengals den Super Bowl LVI, den sie mit 20:23 gegen die Los Angeles Rams verloren. In der Saison 2022 verzeichnete Wilson einen neuen Karrierebestwert mit 123 Tackles, zudem 2,5 Sacks, vier verteidigten Pässen und einen erzwungenen Fumble. Im August 2023 einigte er sich mit den Bengals auf eine Vertragsverlängerung um vier Jahre im Wert von bis zu 37,25 Millionen US-Dollar.

### NFL-Statistiken
| Saison                             | Saison | Spiele | Spiele      | Tackles | Tackles | Tackles | Tackles | Interceptions | Interceptions | Interceptions | Interceptions | Interceptions | Fumbles | Fumbles | Fumbles |
| Jahr                               | Team   | Spiele | als Starter | Gesamt  | Solo    | Ast     | Sacks   | PD            | INT           | Yds           | Lng           | TD            | FF      | FR      | TD      |
| ---------------------------------- | ------ | ------ | ----------- | ------- | ------- | ------- | ------- | ------------- | ------------- | ------------- | ------------- | ------------- | ------- | ------- | ------- |
| 2020                               | CIN    | 12     | 2           | 33      | 23      | 10      | 1,0     | 3             | 2             | 0             | 0             | 0             | 0       | 0       | 0       |
| 2021                               | CIN    | 13     | 13          | 100     | 57      | 43      | 1,0     | 4             | 4             | 31            | 18            | 0             | 1       | 0       | 0       |
| 2022                               | CIN    | 15     | 15          | 123     | 83      | 40      | 2,5     | 4             | 1             | 41            | 41            | 0             | 1       | 0       | 0       |
| 2023                               | CIN    | 17     | 17          | 135     | 78      | 57      | 1,0     | 9             | 4             | 42            | 26            | 0             | 2       | 0       | 0       |
| 2024                               | CIN    | 11     | 11          | 104     | 55      | 49      | 0,0     | 1             | 0             | 0             | 0             | 0             | 2       | 2       | 0       |
| Gesamt                             | Gesamt | 68     | 58          | 495     | 296     | 199     | 5,5     | 21            | 11            | 114           | 41            | 0             | 6       | 2       | 0       |
| Quelle: pro-football-reference.com |        |        |             |         |         |         |         |               |               |               |               |               |         |         |         |